# HOME MADE 家族
HOME MADE 家族（ホームメイドかぞく）は、2MC+1DJスタイルの日本のヒップホップグループ。
エンズエンターテイメントに所属。メンバーの身長が大・中・小と大きく分かれており、歌詞の中にもしばしば「大・中・小」という言葉を用いているのが特徴である。主に愛知県名古屋市を拠点として音楽活動を行っている。

## メンバー
- MICRO（ミクロ、本名：新美 太祐、1977年10月26日（47歳）- ）
  - MC、リードボーカル担当、愛知県刈谷市出身、アメリカ合衆国ケンタッキー州育ち、身長153cm（「大・中・小」の「小」）、既婚。
- KURO（クロ、本名：水谷 Samuel 聡史、1977年11月18日（47歳）- ）
  - MC担当、アメリカ合衆国・シカゴ出身、身長178cm（「大・中・小」の「中」）
- U-ICHI（ユーイチ、本名：竹本 裕一、1978年2月23日（47歳）- ）
  - DJ担当、岡山県美作市（旧美作町）出身、身長190cm（「大・中・小」の「大」）

## 略歴
帰国子女だったMICROとKUROが南山大学で出会い、1996年結成。アメリカで既に本場のヒップホップに染まっていたため、日本に来た当初はまだカラオケで歌われるようなヒップホップが無く、のちにヒップホップブームが来た1990年代中盤にも、日本語ラップ自体も彼らには格好良くは響いていなかった。しかしRHYMESTERの作品に出会い、日本語ラップでも格好良い表現が出来ることに気付いたという。
1999年、USEN放送フレッシュミュージシャンコンテストで「どんぴしゃ」が最優秀賞を受賞。その楽曲を含んだテープアルバム『HOME MADE KAZOKU』は1000本を完売。
その当時のグループ名「HOZE KURO サンボ」が放送コードに引っかかると聞かされ、テープアルバムのタイトルから「HOME MADE 家族」に改名。
2001年にMCの一人であったHOZEが脱退し、現在のメンバーで固定される。リーダーはKURO。
2002年に自主制作でアルバムを発表。
2004年アルバム『Oooh! 家〜!』でメジャー進出。その後「SUMMER TIME MAGIC」、「アイコトバ」をリリース。そして2005年1月、3rdシングル「サンキュー!!」をリリース。この曲はアニメ『BLEACH』のエンディングテーマに起用され、HOME MADE家族の代表曲となった。
さらにインディーズからの人気曲である「HOME SWEET HOME」をカップリングに使用。オリコンランキング15位を記録。
その後新曲「ON THE RUN」も含んだ1stアルバム『ROCK THE WORLD』がオリコンランキング初登場5位のヒットを記録。
その後、「少年ハート」（アニメ『交響詩篇エウレカセブン』オープニング曲）、「JOYRIDE」（無謀な運転、旅という意味）、「サルビアのつぼみ」をリリース。そして、2ndアルバム『musication』をリリースした。
脱退したHOZEはHBというユニットでメジャーデビュー、現在はKUROの弟ATSUSHIと「SMELLS GOOD」というバンドを組み活動中。
メンバーのことをHMKUと表現するが、H（HOZE）、M（MICRO）、K（KURO）、U（U-ICHI）の略であり、HOZE脱退後はH（HOME MADE 家族）とも言われている。

再結成する米米CLUBとコラボレーションし、米米CLUB再結成企画の一環として、彼らのヒット曲「アイコトバ」と米米CLUBのヒット曲「ア・ブラ・カダ・ブラ」をミックスしたマッシュアップ楽曲「アイコトバはア・ブラ・カダ・ブラ」を制作。この楽曲はトヨタ・bBのCMソングに起用されている。
地元・東海地方の地上デジタル放送推進のキャンペーンソングとして第1弾「Rise & Shine」第2弾「フロンティア」第3弾「Looking For You」第4弾「未来オーライ」を書き下ろした。
2010年10月には、「世界で1番家族に優しいフェス」をコンセプトに野外音楽ライブイベント「KAZOKU Fes.」（2010年から2012年までは「家族 Fes.」と表記）を愛知県蒲郡市のラグーナ蒲郡・ラグーナビーチ（大塚海浜緑地）で主催。以後2010から2013年は10月に開催されている。2015年は気候などの状況を鑑み
初めて5月に開催した。（2014年は開催していない）
2016年は初の2DAYで開催された（2016年5月28日（土）29日（日）に開催）
なお、初の2DAYでは大ファンの誕生日でもあった様で後に「生まれてよかったと強く実感出来る最幸の誕生日になった」と語っている。
2011年3月11日に発生した東日本大震災の復興応援イベントとして、東海地区のアーティストや在名のテレビ局・ラジオ局などが協力しあい、東北へ元気を届けたいという想いから始まった「届けよう！東海から元気を！！〜東日本大震災復興応援チャリティーイベント〜」を中心的に毎年行っている。収益金・募金・イベント当日に販売されるオリジナルTシャツの売上金は第1回目は名古屋市を通じて中央共同募金会・第2回目（2012年）〜第6回目（2016年）は「公益財団法人　みちのく未来基金」に寄付をしている。
2012年、地元愛知県公認の「あいち音楽大使」にも委嘱されている。
2013年、「広島家族。RCC」をキャッチコピーとしている中国放送のラジオジングル曲「FAMILY WAVE」を提供する。
2014年には、メジャー・デビュー10周年を記念し初のベストアルバム及び初の公式リミックスアルバムをリリースしている。
2016年内をもって、HOME MADE 家族を更にレベルアップさせ一生続けていく為の休止期間として無期限活動休止を発表。12月21日からツアー「HOME MADE 家族 THE LAST LIVE ～家族のみんなに心からサンキュー!!～」を開始。そして、12月29日大阪 Zepp Nambaでのラストライブをもって無期限活動休止した。

## 備考
- ライブではアンコールの代わりに、会場のファンが「サンキュー!!」（名古屋では「HOME SWEET HOME」）のサビを歌うことが多い。2015年から「キミガイタカラ」のサビが歌われることが多くなった。
- 2003年4月から2004年9月までフジテレビの深夜に放送されていたアメリカのプロレス団体WWEのテレビ番組『スマックダウン』に2004年4月から終了までレギュラー出演。
- 上記の番組出演中にコラボと称して「スマックダウン」をイメージした「Mr.タフガイ」という曲が誕生した（シングルの「SUMMER TIME MAGIC」やアルバムの『ROCK THE WORLD』に収録）。そのためか他の曲と比べると少々毛色の違う曲になっている。本人達はプロレスの曲というとドロップキックがどうこうなど技名を連想してしまいがちだがそういうのはわざと入れずに作ったと語っており、WWEの試合やスーパースターについて歌っている。

## ディスコグラフィ

### シングル
|      | リリース日     | タイトル                                                                            | 規格      | 販売生産番号          |
| ---- | -------------- | ----------------------------------------------------------------------------------- | --------- | --------------------- |
| 1st  | 2004年7月7日   | SUMMER TIME MAGIC                                                                   | CD        | KSCL-692              |
| 2nd  | 2004年11月17日 | アイコトバ                                                                          | CD        | KSCL-748              |
| 3rd  | 2005年1月26日  | サンキュー!!                                                                        | CD        | KSCL-762              |
| 4th  | 2005年3月2日   | ON THE RUN                                                                          | CD        | KSCL-770              |
| 5th  | 2005年8月3日   | 少年ハート                                                                          | CD        | KSCL-879              |
| 6th  | 2005年10月5日  | JOYRIDE                                                                             | CD        | KSCL-887              |
| 7th  | 2006年1月18日  | サルビアのつぼみ/You'll be alright with 槇原敬之                                    | CD        | KSCL-935              |
| 8th  | 2006年7月12日  | アイコトバはア・ブラ・カダ・ブラ 〜HOME MADE 家族 vs 米米CLUB〜/真夏のダンスコール♥ | CD        | KSCL-935              |
| 9th  | 2006年11月22日 | EVERYBODY NEEDS MUSIC                                                               | CD+DVD CD | KSCL-1074/5 KSCL-1076 |
| 10th | 2007年1月31日  | 君がくれたもの                                                                      | CD+DVD CD | KSCL-1106/7 KSCL-1108 |
| 11th | 2007年3月7日   | 流れ星〜Shooting Star〜                                                             | CD        | KSCL-1128             |
| 12th | 2008年1月16日  | おぼえてる。                                                                        | CD+DVD CD | KSCL-1204/5 KSCL-1206 |
| 13th | 2008年4月9日   | EASY WALK                                                                           | CD        | KSCL-1233             |
| 14th | 2008年7月23日  | NO RAIN NO RAINBOW                                                                  | CD+DVD CD | KSCL-1273/4 KSCL-1275 |
| 15th | 2008年9月3日   | Come Back Home                                                                      | CD+DVD CD | KSCL-1285/6 KSCL-1287 |
| 16th | 2009年3月11日  | YOU 〜あなたがそばにいる幸せ〜                                                      | CD+DVD CD | KSCL-1365/6 KSCL-1367 |
| 17th | 2009年11月4日  | Tomorrow featuring 九州男                                                           | CD+DVD CD | KSCL-1494/5 KSCL-1496 |
| 18th | 2010年2月10日  | L.O.V.E.                                                                            | CD+DVD CD | KSCL-1543/4 KSCL-1545 |
| 19th | 2010年10月27日 | ぬくもり                                                                            | CD+DVD CD | KSCL-1675 KSCL-1677   |
| 20th | 2011年6月1日   | FREEDOM                                                                             | CD+DVD CD | KSCL-1786 KSCL-1788   |
| 21st | 2012年1月25日  | 琥珀色に染まるこの街は                                                              | CD+DVD CD | KSCL-1918/9 KSCL-1920 |
| 22nd | 2012年5月30日  | 気分はまるでJackpot!                                                                | CD        | KSCL-2041             |
| 23rd | 2012年8月8日   | Love is... feat. Ms.OOJA                                                            | CD+DVD CD | KSCL-2088/9 KSCL-2090 |
| 24th | 2013年7月31日  | キミガイタカラ                                                                      | CD+DVD CD | KSCL-2278/9 KSCL-2280 |
| 25th | 2013年10月23日 | ハシリツヅケル                                                                      | CD+DVD CD | KSCL-2316/7 KSCL-2318 |
| 26th | 2015年1月14日  | 横恋慕                                                                              | CD+DVD CD | KSCL-2510/1 KSCL-2512 |

### アルバム

#### フルアルバム
|     | リリース日    | タイトル       | 規格                    | 販売生産番号           |
| --- | ------------- | -------------- | ----------------------- | ---------------------- |
| 1st | 2005年3月9日  | ROCK THE WORLD | CD (初回盤) CD (通常盤) | KSCL-763 KSCL-821      |
| 2nd | 2006年2月15日 | musication     | CD+DVD CD               | KSCL-939/40 KSCL-941   |
| 3rd | 2007年3月14日 | FAMILIA        | CD+DVD CD               | KSCL-1129/30 KSCL-1131 |
| 4th | 2008年10月8日 | HOME           | CD+DVD CD               | KSCL-1297/98 KSCL-1299 |
| 5th | 2010年3月3日  | CIRCLE         | CD+DVD CD               | KSCL-1560/61 KSCL-1562 |
| 6th | 2011年9月28日 | AKATSUKI       | CD+DVD CD               | KSCL-1853/54 KSCL-1855 |
| 7th | 2012年9月12日 | 3RISE          | CD+DVD CD               | KSCL-2114/15 KSCL-2116 |
| 8th | 2015年2月11日 | Laughin' Road  | CD+DVD CD               | KSCL-2539/40 KSCL-2541 |

#### ベストアルバム
|     | リリース日     | タイトル                                             | 規格      | 販売生産番号          |
| --- | -------------- | ---------------------------------------------------- | --------- | --------------------- |
| 1st | 2014年1月8日   | 家宝 〜THE BEST OF HOME MADE 家族〜                  | CD+DVD CD | KSCL-2350/1 KSCL-2352 |
| 2nd | 2016年11月30日 | LAST FOREVER BEST 〜未来へとつなぐFAMILY SELECTION〜 |           |                       |

#### 企画アルバム
|     | リリース日    | タイトル                                                              | 規格      | 販売生産番号          |
| --- | ------------- | --------------------------------------------------------------------- | --------- | --------------------- |
| 1st | 2008年2月6日  | 〜Heartful Best Songs〜 "Thank You!!"                                 | CD+DVD CD | KSCL-1213/4 KSCL-1215 |
| 2nd | 2010年4月7日  | FAMILY TREE〜Side Works Collection Vol.1〜                            | CD+DVD CD | KSCL-1572/3 KSCL-1574 |
| 3rd | 2014年7月23日 | FAMILY TREASURE 〜THE BEST MIX OF HOME MADE 家族〜 Mixed by DJ U-ICHI | CD+DVD CD | KSCL-2430/1 KSCL-2432 |

#### ミニアルバム
|     | リリース日    | タイトル       | 規格      | 販売生産番号          |
| --- | ------------- | -------------- | --------- | --------------------- |
| 1st | 2004年5月19日 | Oooh! 家〜!    | CD        | KSCL-688              |
| 2nd | 2011年2月2日  | seven emotions | CD+DVD CD | KSCL-1722/3 KSCL-1724 |

#### インディーズ
|     | リリース日     | タイトル                   | 規格 | 販売生産番号 |
| --- | -------------- | -------------------------- | ---- | ------------ |
| 1st | 2001年11月30日 | H.M.K.U.                   | CD   | KSCD-01      |
| 2nd | 2002年7月31日  | 毎日が映画のようなヒトコマ | CD   | KSCD-02      |
| 3rd | 2004年3月10日  | HOME SWEET HOME            | CD   | HIZPC-2004   |

### DVD
|      | リリース日     | タイトル | 規格     | 販売生産番号 |
| ---- | -------------- | --- | -------- | ------------ |
| LIVE | 2005年12月7日  | LIVE 2005 "ROCK THE WORLD" 〜はじめての家族旅行〜 in名古屋                                                        | DVD      | KSBL-5816    |
| PV集 | 2006年9月27日  | HOME MADE FILMS Vol.1                                                                                             | DVD      | KSBL-5822    |
| PV集 | 2006年10月25日 | HOME MADE FILMS Vol.2                                                                                             | DVD      | KSBL-5826    |
| LIVE | 2007年4月25日  | TOUR 2006 "musication" 〜平成十八年度・新学期家族大歓迎会〜 in Zepp Tokyo                                         | DVD      | KSBL-5845    |
| LIVE | 2008年3月5日   | "FAMILIA" TOUR 2007 〜平成十九年度 しあわせ家族化計画〜 in SHIBUYA AX                                             | DVD      | KSBL-5863    |
| PV集 | 2008年3月26日  | HOME MADE FILMS VOL.3                                                                                             | DVD      | KSBL-5865    |
| LIVE | 2008年10月22日 | RAINBOW LIVE 2007 〜NO RAIN NO RAINBOW〜                                                                          | DVD2枚組 | KSBL-5870/1  |
| LIVE | 2009年9月9日   | LIVE 2009 〜HOME PARTY in 日本武道館〜                                                                            | DVD2枚組 | KSBL-5897/8  |
| PV集 | 2010年10月27日 | HOME MADE FILMS VOL.4                                                                                             | DVD      | KSBL-5946    |
| LIVE | 2014年12月10日 | 10th ANNIVERSARY "HALL" TOUR THE BEST OF HOME MADE 家族 at 渋谷公会堂〜今までも、そしてこれからもサンキュー！！〜 | DVD      | KSBL-6160    |

### Blu-ray
|      | リリース日     | タイトル | 規格    | 販売生産番号 |
| ---- | -------------- | --- | ------- | ------------ |
| LIVE | 2009年9月9日   | LIVE 2009 〜HOME PARTY in 日本武道館〜                                                                            | Blu-ray | KSXL-6       |
| LIVE | 2014年12月10日 | 10th ANNIVERSARY "HALL" TOUR THE BEST OF HOME MADE 家族 at 渋谷公会堂〜今までも、そしてこれからもサンキュー！！〜 | Blu-ray | KSXL-72      |

## 参加作品

### 客演参加
1. 「回るレコードの上走るアスリート〜U-ICHIX VERSION〜」
2. HOME MADE 家族 feat. 塾長「WHO'S DAエンターテーナー??〜男塾LEGEND REMIX〜」
3. 男塾ALL STARS「みんなのうた <WE GOTTA GO>」
4. 男塾ALL STARS「みんなのうた <WE GOTTA GO> 〜MILD VERSION〜」
  - 以上、Various Artists「男塾伝説」（2002年11月1日）3、10、14、6曲目
5. 「funky technician feat. HOME MADE家族」
  - シーモネーター&DJ TAKI-SHIT「シモダス」（2003年2月19日）3曲目
6. 「春の白昼夢 FEAT. HOME MADE 家族」
  - HB「SONGLINE」（2004年5月26日）5曲目
7. 「回るレコードの上走る和田/HOME MADE 家族×W和田」
  - Various Artists「FUNKY! FUNKY FIESTA」（2004年7月7日）5曲目
8. 「BODY TOUCH produced by DJ U-ICHI outro 未来口（HOME MADE 家族）」
9. 「MAD TIME produced by DJ U-ICHI（HOME MADE 家族）」
  - 以上、FLIP MIND「UNDER GROUND SOUND」（2005年2月25日）5、6曲目
10. PUSHIM, RHYMESTER, HOME MADE 家族, マボロシ, May J.「I Say Yeah!」（2006年10月4日）
11. PUSHIM, RHYMESTER, HOME MADE 家族, マボロシ, May J.「I Say Yeah! NeOSITE 10th Anniversary Party@SHIBUYA AX 2006/10/27」（2007年2月21日）
  - 2006/10/27に行われた一夜限りのライブイベント「I Say Yeah!〜NeOSITE 10th Anniversary Party〜」を収録したDVD。
12. 「NIGHT PARADE by FLOW ＆ HOME MADE 家族」
  - FLOW「冬の雨音／NIGHT PARADE by FLOW∞HOME MADE 家族」（2007年11月28日）2曲目
13. 「約束。。 feat. HOME MADE 家族」
  - 九州男「®」（2009年11月11日）13曲目
14. 「WE ARE ONE -Fickle Remix- （with HOME MADE 家族）」
  - TRICERATOPS「WE ARE ONE -CERTIFICATE-」（2010年12月29日）5曲目
15. 「HOLD MY HAND feat.HOME MADE 家族,SEAMO」
  - nobodyknows+「nobodyknows+ is dead?」（2013年9月25日）12曲目
  - 2011年8月31日に配信限定チャリティーシングルとしてHOLD MY HAND(HOME MADE 家族,nobodyknows+,SEAMO名義)をリリースしたのをCD化
16. SEAMO, nobodyknows+, HOME MADE家族, Ms.OOJA 「未来への種」
  - SEAMO 「TO THE FUTURE」 （2013年12月18日）10曲目

### 楽曲提供
1. 「シンジルチカラ」
  - Bad Ass Temple（2025年1月31日、作詞・作曲・編曲：HOME MADE 家族）

### コンピレーション
1. 「サルビアのつぼみ-Liga Oriente Remix-」
  - Liga Oriente「Remistura / Remixed and Compiled by Liga Oriente」（2006年6月13日）4曲目

### リミックス作品
1. 「FRIENDS FOREVER〜FICKLE Remix〜」
  - PUFFY「Tokyo I'm On My Way」（2006年5月24日）3曲目
  - DJ U-ICHIがremixを手がけている。

## イメージキャラクター
- Levi's PLAY HARD
- トヨタ自動車「bB」（2006年 - 2008年）

## ラジオ・テレビ番組
ラジオ
- HOME MADE 家族のRADIOCATION（JFN）
- NORTH MADE 家族（NORTH WAVE 2006年3月終了）
- 「HOME MADE 家族の家族団欒」（まだ活動範囲が東海地方だったころ、東海ラジオミッドナイトスペシャルで放送。現在は放送されていない）

テレビ
- ミュージックステーション（テレビ朝日）
- HEY!HEY!HEY! MUSIC CHAMP（フジテレビ）
- うたばん（TBS）
- 人志松本のすべらない話【観覧ゲスト】（フジテレビ 2008年6月21日）
- トップランナー（NHK 2009年3月16日）
- イチハチ（毎日放送）
- J-MELO（NHK）
- PON!（日本テレビ 2011年6月7日）
- メ〜テレライブ BOMBER-E（名古屋テレビ放送 2012年4月以降 MICROのみMCとして出演）
- メ〜テレドラマ「三人兄弟」（名古屋テレビ放送　MICROのみ（大黒 役））

インターネット
- RED HOT@TV (ホットスタッフ・プロモーション 2009年11/26〜12/9 2週間限定 インタビュー出演！)

## 同郷のラッパー
愛知県出身のラッパーは、他県に比べ比較的多いといわれる。
- M.O.S.A.D.
- TWIGY
- nobodyknows+
- SEAMO（シーモネーター）&DJ TAKI-SHIT
- KAME&L.N.K
- カルテット
- MASH